# Бострем Георгій Едуардович
Георгій Едуардович Бострем (6 січня 1885, Орлова Балка, Кіровоградська область — 7 жовтня 1977, Євпаторія, Кримська область) — художник абстракціоніст, іконописець, реставратор, філософ, одна з ключових фігур Товариства незалежних художників в Одесі.

## Життєпис
Г. Е. Бострем був нащадком шведського дворянина Хендріка Бострема, який приїхав до Російської імперії на будівництво судноверфей на запрошення Петра I. З того часу Бостреми дали новій батьківщині багатьох чудових нових громадян. Про сім'ю та юнацькі роки художника відомостей мало. З особистої справи в архіві художнього училища відомо, що він народився в Єлисаветградській губернії (нині Кропивницький) 6 січня 1885 р. Закінчив Єлисаветградське Земське реальне училище. Батько — губернський секретар. Учень Бострема Г. К. Когонашвілі зі слів вчителя говорив: «Художній талант у Георгія Едуардовича проявився рано, тому сприяла атмосфера будинку, в якому він ріс. Мати його малювала та чудово грала на музичних інструментах».
Відомо, що у Г. Б. був брат Сергій, який помер у молодому віці, та три сестри — Ольга, Марія та Надія. Ольга на початку 1910-х років. отримала в Новоросійському університеті свідоцтво про домашню освіту. У ці роки вся сім'я жила в Одесі на Херсонській вулиці. Ще одна сестра була скульптором і, за відомостями Г. Когонашвілі, «померла десь під Донецьком, мабуть, не залишивши після себе ні скульптур, ні спогадів».
З училищної справи випливає, що у 1902–1905 роках Бострем навчався на мальовничому відділенні Одеського художнього училища у К. К. Костанді та Г. А. Ладиженського одночасно з живописцями Павлом Волокідіним, Йосипом Школяром, Миколою Скроцьким. Вибув з училища 3 лютого 1905 року, не закінчивши його. У тому ж 1905 році училище залишив друг Бострема — Павло Нітше. Разом, або один за одним, молоді люди поїхали до Мюнхена (в архіві дочки Бострема Галини Георгіївни збереглася їхня спільна мюнхенська фотографія).

Займалися в мюнхенській Академії мистецтв, відвідували заняття у школі Холлоші. Після закінчення навчання у Мюнхені Нітше повернувся до Одеси, де включився у діяльність гуртка молодих художників. А Бострем тоді переживав важкий період духовного становлення. У щоденнику сімферопольського знайомого Бострема В. А. Платонова зберігся запис за 1966 р.: 

"Він закінчив художню освіту в Мюнхені в 1909 році. Він був близько знайомий з родиною Кандінських. За його словами, після закінчення навчання він, зрозумівши і засвоївши мистецтво минулого, дійшов висновку про наступ нової ери — як він називав, настав період цивілізації. Він сказав, що стало зрозуміло, що те мистецтво, якому він навчився, закінчилося разом із настанням нової ери. Тоді він спалив усі свої роботи і вирушив до Персії. ". 
Запис Платонова підтверджується спогадами інших людей, які близько знали Бострема. Так, Г. К. Когонашвілі пише:
«Тут, у Мюнхені, центрі тодішнього художнього світу, Бострем захоплюється ідеями свого наставника і близького друга Василя Кандинського, бере участь у виставках художників абстракціоністів, філософствує, вивчає світові релігії, займається музикою і багато малює. І раптом — повний перелом, усі роботи кидаються в піч. Що сталося в цій подорожі з Георгієм Едуардовичем, які духовні одкровення були дані йому, з якими спокусами довелося вступити в боротьбу, — ми не знаємо. Глибоко особисте, в яке не має доступу ніхто, навіть найближчі і улюблені люди, але що знає лише Бог…»